# Gesta romanorum

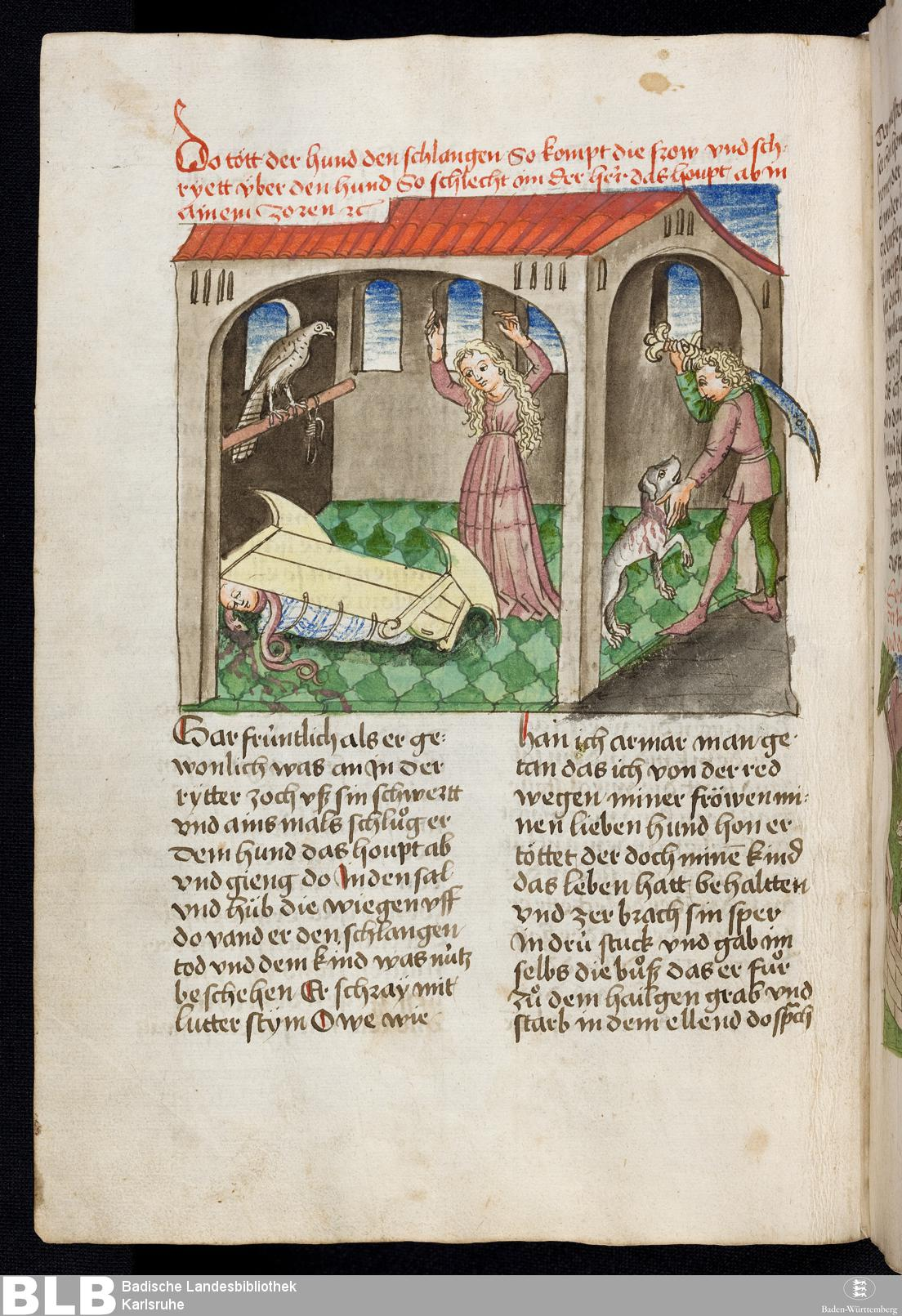
Sida ur Gesta romanorum. Illuminerad handskrift från cirka 1452.

Gesta romanorum, latin för ”romarnas bedrifter”, är en samling sägner och berättelser på latin om historiska personer från Alexander den store och in i medeltiden. Det är okänt vem som sammanförde berättelserna till ett samlat verk men det skedde sannolikt i England eller Tyskland. Den äldsta kända nedteckningen är från början av 1300-talet och de första tryckta versionerna framställdes i Utrecht och Köln på 1470-talet. Andra liknande medeltida samlingar är Legenda aurea och Speculum Historiale.
Gesta romanorum består av folkliga historier som vandrat genom Europa under lång tid och som vid den muntliga traderingen ibland förändrats. Samlingens lösa struktur gjorde att skrivare kunde infoga olika berättelser i sin text. De olika manuskripten skiljer sig därför åt. Titeln, ”romarnas bedrifter”, stämmer bara delvis med innehållet eftersom verket utöver berättelser från den europeiska antiken också innehåller sagor och sägner från andra källor, både europeiska och orientaliska. De handlar sällan om ”bedrifter” i betydelsen hjältedåd eller storverk, snarare om enskilda människor som utsätts för prövningar. Vardaglig realism blandas med mirakelberättelser och övernaturliga händelser. Kända historiska personer som Aristoteles och romerska kejsare figurerar på uppdiktade sätt. Ofta förläggs medeltida företeelser till antiken och kronologin blir ibland orimlig (Kejsar Claudius, död 54 e.Kr. gifter bort sin dotter till Sokrates, död 399 f.Kr.).
Syftet med historierna var att underhålla, inte att framställa historiska fakta, men lika viktig var den sedelärande avsikten. Efter varje berättelse följer en utläggning om hur den bör förstås enligt kristen morallära. Tolkningarna kan vara finurliga eller krystade, förnumstiga eller överflödiga. Gesta romanorum blev med sin enkla och underhållande stil ett hjälpmedel för präster när de undervisade församlingen. 
Boken var mycket spridd under sen medeltid och många handskrifter och tryckta böcker finns bevarade. Den översattes från latin till flera europeiska folkspråk och påverkade författare som Geoffrey Chaucer, John Gower och Thomas Hoccleve. Några berättelser återkommer senare hos William Shakespeare (Kung Lear och Köpmannen i Venedig) och Henry Wadsworth Longfellow.
År 2020 kom en översättning till svenska gjord av Hannah Bartonek Åhman.